# Ladislav Falta
Ladislav Falta (Opočno, 1936. január 30. – 2021. december 18.) világ- és olimpiai ezüstérmes, Európa-bajnok cseh sportlövő.

## Pályafutása
Három olimpián vett részt. 1964-ben a kilencedik, 1968-ban a tizedik helyen végzett és az 1972-es müncheni olimpián ezüstérmet szerzett gyorstüzelő pisztoly versenyszámban.
A világbajnokságokon egy ezüst-, az Európa-bajnokságokon három arany- és egy bronzérmet szerzett egyéni versenyszámokban.

## Sikerei, díjai
- Olimpiai játékok – gyorstüzelő pisztoly
  - ezüstérmes: 1972, München
- Világbajnokság – nagy kaliberű pisztoly
  - ezüstérmes: 1970
- Európa-bajnokság
  - aranyérmes (3): 1969 (nagy kaliberű pisztoly, standard pisztoly), 1971 (gyorstüzelő pisztoly)
  - bronzérmes: 1969 (gyorstüzelő pisztoly)